# Liste des œuvres de Diego Vélasquez
Liste des tableaux de Diego Vélasquez.

## Historique des catalogues des œuvres
Les premières listes d’œuvres de Vélasquez apparaissent tôt avec les catalogues de Francisco Pacheco, du vivant du peintre puis d'Antonio Palomino - son premier biographe avec son ouvrage Museo pictórico y escala óptica - de nombreuses listes partielles furent établies au gré des inventaires, à la mort de Vélasquez, lors des déménagements des collections royales ou après l'incendie de l'alcazar royal durant la nuit de noël 1734.
La guerre d'indépendance espagnole entraîna le pillage et l'éclatement des collections royales. Le mouvement impressionnistes, qui considérait Vélasquez comme l'un de ses précurseurs, généra un grand engouement pour le peintre, tant artistique que financier. Ces turbulences de l'histoire générèrent un chaos considérable dans les collections de l’artiste au XIXe siècle, s'ajoutant à une méconnaissance et des confusions profondes entre ses œuvres propres, les copies, les répliques de son atelier, et les attributions erronées. Aussi, de 1821 à 1850, 147 œuvres de Vélasquez furent vendues à Paris, desquelles seule La Dame à l'éventail, conservée à Londres, est aujourd’hui reconnue comme authentique par les spécialistes.
A contrario, certaines échappèrent à tout inventaires et ne furent redécouvertes que tardivement. C'est le cas pour la toile Don Pedro de Barberana y Aparregui : la première mention de la toile est une certificat de vente en Europe pour les États-Unis en 1950. Son attribution à Vélasquez date de 1972 par José Lopez-rey, attribution immédiatement et unanimement reconnue, José Gudiol identifiant le personnage représenté en la personne de Pedo de Barberana (Briones, 1579- idem 1649).

## Œuvres exécutées totalement ou partiellement par Velázquez
On estime qu’il existe entre cent-vingt et cent-vingt cinq œuvres de Vélasquez conservées, une très petite quantité au regard des quarante années de production. Si on ajoute les œuvres référencées mais perdues, on estime qu’il dut peindre environ cent-soixante toiles.

### Étape sévillane (jusqu’en 1622)
| Tableau | Titre                                       | Date           | Technique       | Dimensions       | Localisation                                 | Observations | Num.Catalogue Morán-Sánchez | Num.Catalogue López Rey |
| ------- | ------------------------------------------- | -------------- | --------------- | ---------------- | -------------------------------------------- | --- | --------------------------- | ----------------------- |
|         | L'Éducation de la Vierge                    | 1617           | Huile sur toile | 168 x 136 cm     | Yale University Art Gallery                  | Très abîmée, brûlée et sauvagement repeinte par endroits, la toile a subi une restauration de 10 années. Elle est globalement considérée comme la première œuvre de Vélasquez connue ; sauf par Brown qui considère qu'il s'agit d'un peintre sévillan s'étant inspiré du jeune Vélasquez.                   |                             |                         |
|         | Trois musiciens                             | 1617-1618      | Huile sur toile | 87 × 110 cm      | Gemäldegalerie, Berlin                       | | 1                           | 1                       |
|         | Trois hommes à table, le déjeuner           | vers 1618      | Huile sur toile | 108,5 × 102 cm   | Musée de l'Ermitage, Saint-Pétersbourg       | | 2                           | 3                       |
|         | La Cène d'Emmaüs                            | vers 1620      | Huile sur toile | 55 × 118 cm      | Galerie nationale d'Irlande, Dublin          | Les dates proposées par la critique varient de 1617 à 1622. Une version de ce tableau sans la scène évangélique conservée à Chicago, d'attribution incertaine, a été préférée à celle-ci dans le passé par Mayer, Pantorba et autres.                                                                        | 3                           | 17                      |
|         | Vieille faisant frire des œufs              | 1618           | Huile sur toile | 100,5 × 119,5 cm | Galerie nationale d'Écosse, Édimbourg        | Daté dans l’angle inférieur droit. | 5                           | 6                       |
|         | Christ dans la maison de Marthe et Marie    | 1618           | Huile sur toile | 60 × 103,5 cm    | National Gallery de Londres, Londres         | Daté | 6                           | 7                       |
|         | Deux jeunes à table                         | vers 1622      | Huile sur toile | 65,3 × 104 cm    | Apsley House, Londres                        | | 9                           | 24                      |
|         | Saint Thomas                                | vers 1619-1620 | Huile sur toile | 95 × 73 cm       | Musée des beaux-arts, Orléans                | | 10                          | 10                      |
|         | Immaculée Conception                        | vers 1619      | Huile sur toile | 135 × 101,6 cm   | National Gallery de Londres                  | | 11                          | 11                      |
|         | Saint Jean à Patmos                         | vers 1619      | Huile sur toile | 135,5 × 102,2 cm | National Gallery de Londres                  | | 12                          | 12                      |
|         | Adoration des Mages                         | 1619           | Huile sur toile | 204 × 126,5 cm   | Musée du Prado, Madrid                       | Daté sur la pierre sous le pied de la Vierge. | 13                          | 13                      |
|         | Saint Paul                                  | vers 1619-1620 | Huile sur toile | 99 × 78 cm       | Musée national d'art de Catalogne, Barcelone | | 14                          | 14                      |
|         | Tête d’apôtre                               | vers 1622      | Huile sur toile | 38 × 29 cm       | Musée du Prado, Madrid                       | En dépôt au musée des beaux-arts de Séville. | 15                          | 15                      |
|         | Le Porteur d'eau de Séville                 | vers 1620      | Huile sur toile | 106,7 × 81 cm    | Apsley House, Londres                        | | 16                          | 16                      |
|         | Portrait de don Cristóbal Suárez de Ribera  | 1620           | Huile sur toile | 207 × 148 cm     | Musée des beaux-arts, Séville                | Signé et daté dans un pli du vêtement avec un monogramme difficile à lire (DOVZ ou DLV), 1620. Il s’agirait d’un portrait posthume, mais le modèle est décédé en 1618, bien que Mayer pense que le monogramme et la date pourraient être apocryphes.                                                         | 17                          | 19                      |
|         | La Vénérable Mère Jerónima de la Fuente     | 1620           | Huile sur toile | 162 × 107 cm     | Musée du Prado, Madrid                       | Signé et daté Diego Velazquez f. 1620.. Le phylactère autour de la croix avec son inscription, aujourd’hui illisible, a été effacé en 1944, après l’entrée du tableau au musée, car on le croyait apocryphe.                                                                                                 | 18                          | 20                      |
|         | La Vénérable Mère Jerónima de la Fuente     | 1620           | Huile sur toile | 162,5 × 105 cm   | Collection Fernández Araoz, Madrid           | Signé et daté Diego Velazquez f. 1620. ajouté à une date postérieure et par une main étrangère. | 19                          | 21                      |
|         | Imposition de la chasuble à Saint Ildefonse | vers 1620-1623 | Huile sur toile | 166 × 120 cm     | Mairie de Séville, Séville                   | En mauvais état de conservation et avec d’importantes pertes de peinture. Pour une partie de la critique, il aurait été peint à Séville en 1623, entre le premier et le second voyage de Velázquez à Madrid. Dépôt de la municipalité de Séville au Centro Velázquez de la Fondation Focus-Abengoa, Séville. | 20                          | 22                      |
|         | Portrait de chevalier / Francisco Pacheco   | vers 1620-1622 | Huile sur toile | 40 × 36 cm       | Musée du Prado, Madrid                       | L’identification du personnage représenté avec le beau-père du peintre, proposée par Allende-Salazar en 1925 et remise en questions ensuite par certains critiques, est à nouveau soutenue par le musée. | 21                          | 23                      |

### Madrid (1622-1629)
| Tableau | Titre                                 | Date           | Technique       | Dimensions       | Localisation                                                                        | Observations | Num.Catalogue Morán-Sánchez | Num.Catalogue López Rey |
| ------- | ------------------------------------- | -------------- | --------------- | ---------------- | ----------------------------------------------------------------------------------- | --- | --------------------------- | ----------------------- |
|         | Portrait de Luis de Góngora y Argote  | 1622           | Huile sur toile | 50,3 × 40,5 cm   | Musée des beaux-arts, Boston                                                        | | 22                          | 25                      |
|         | Portrait d'homme                      | 1623-1624      | Huile sur toile | 55,5 × 38 cm     | Musée du Prado, Madrid                                                              | Allende-Salazar (1925), Mayer (1936) et Camón Aznar estiment qu’il pourrait s’agir d’un autoportrait de Velázquez. López-Rey et Brown pensent à son frère Juan, également peintre et établi à Madrid. | 24                          | 27                      |
|         | Philippe IV                           | 1623-1624      | Huile sur toile | 61,6 × 48,2 cm   | Meadows Museum, Dallas (Texas)                                                      | Brown croit qu’il pourrait s’agir du premier portrait du roi, selon Francisco Pacheco, fait d’après nature le 30 août 1623, hypothèse rejetée par López-Rey. | 25                          | 28                      |
|         | Portrait d'une dame                   | vers 1625      | Huile sur toile | 32 × 24 cm       | Avant au palais royal, Madrid. Volé le 14 août 1989. Localisation actuelle inconnue | C’est un fragment d’un portrait de plus grandes dimensions, probablement disparu lors de l’incendie de l’Alcazar. | 28                          | 31                      |
|         | Trophée de chasse                     | vers 1626-1628 | Huile sur toile | 58 × 44,5 cm     | Musée du Prado, Madrid                                                              | Datation controversée. La majorité des critiques le situe vers 1635. Pour López-Rey, il daterait de 1626, en raison d'un document de 1637 parlant d'un tableau d'un trophée de chasse peint par Velázquez et qui portait l’inscription «Notre Roi Sr. Phe. quatre l’a tué en 1626», datation confirmée par l’étude technique réalisée par Carmen Garrido, qui le date entre 1626 et 1628. | 31                          | 33                      |
|         | Christ contemplé par l’âme chrétienne | 1626-1628      | Huile sur toile | 165 × 206,4 cm   | National Gallery de Londres                                                         | | 32                          | 35                      |
|         | Philippe IV                           | 1623-1628      | Huile sur toile | 198 × 101,5 cm   | Musée du Prado, Madrid                                                              | La radiographie montre un portrait antérieur, proche de celui conservé au Metropolitan de New York, peint vers 1623 et complètement transformé par le peintre lui-même vers 1628. | 33                          | 36                      |
|         | Charles d’Autriche, infant d’Espagne  | 1626-1628      | Huile sur toile | 209 × 12 cm      | Musée du Prado, Madrid                                                              | | 34                          | 37                      |
|         | Philippe IV                           | vers 1628      | Huile sur toile | 57 × 44,5 cm     | Musée du Prado, Madrid                                                              | De manière unanime, il est considéré comme un fragment d’une œuvre de plus grandes dimensions. | 35                          | 38                      |
|         | Démocrite / le géographe              | 1628-1629      | Huile sur toile | 101 × 81 cm      | Musée des Beaux-Arts, Rouen                                                         | Tête et main repeints vers 1640. La radiographie montre que la main gauche tenait auparavant une coupe, comme cela apparait sur deux copies conservées. | 37                          | 40                      |
|         | Le triomphe de Bacchus                | 1628-1629      | Huile sur toile | 165,5 × 227,5 cm | Musée du Prado, Madrid                                                              | | 38                          | 41                      |
|         | La Cène d'Emmaüs                      | 1628-1629      | Huile sur toile | 123,2 × 132,7 cm | Metropolitan Museum of Art, New York                                                | Datation controversée, avec des dates qui vont de 1619 (Lafuente Ferrari) jusqu’à une époque immédiatement postérieure au retour du premier voyage en Italie (Marías). | 39                          | 42                      |

### Premier voyage en Italie (1629-1630)
| Tableau | Titre                                                              | Date | Technique       | Dimensions     | Localisation                                       | Observations | Num.Catalogue Morán-Sánchez | Num.Catalogue López Rey |
| ------- | ------------------------------------------------------------------ | ---- | --------------- | -------------- | -------------------------------------------------- | --- | --------------------------- | ----------------------- |
|         | Marie d’Autriche, reine de Hongrie                                 | 1630 | Huile sur toile | 59,5 × 45,5 cm | Musée du Prado, Madrid                             | | 40                          | 48                      |
|         | La Tunique de Joseph                                               | 1630 | Huile sur toile | 223 × 250 cm   | Monastère de l’Escorial, San Lorenzo de l’Escorial | | 41                          | 43                      |
|         | La Forge de Vulcain                                                | 1630 | Huile sur toile | 222 × 290 cm   | Musée du Prado, Madrid                             | | 42                          | 44                      |
|         | Tête d’Apollon                                                     | 1630 | Huile sur toile | 36 × 25        | Collection particulière, New York                  | Considéré comme une étude en couleur pour La forge de Vulcain. | 43                          | 45                      |
|         | Vue du jardin de la villa Médicis à Rome (pavillon d’Ariane)       | 1630 | Huile sur toile | 44,5 × 38,5    | Musée du Prado, Madrid                             | La datation de ce tableau et du suivant a été très controversée. Daté par une bonne partie de la critique du second voyage en Italie, vers 1650, les études techniques effectuées au musée du Prado confirment la date de 1630 défendue par López-Rey. | 44                          | 46                      |
|         | Vue sur le jardin de la villa Médicis à Rome (entrée de la grotte) | 1630 | Huile sur toile | 48,5 × 43      | Musée du Prado, Madrid                             | | 45                          | 47                      |

### Madrid (1631-1648)
| Tableau | Titre                                                        | Date           | Technique       | Dimensions       | Localisation                                                                          | Observations | Num.Catalogue Morán-Sánchez | Num.Catalogue López Rey |
| ------- | ------------------------------------------------------------ | -------------- | --------------- | ---------------- | ------------------------------------------------------------------------------------- | --- | --------------------------- | ----------------------- |
|         | Une sibylle (Juana Pacheco?)                                 | 1630-1631      | Huile sur toile | 62 × 50 cm       | Musée du Prado, Madrid                                                                | En 1746, après avoir été achetée par Isabelle de Farnèse, elle est décrite comme «la femme de Velázquez», affirmation discutée par López-Rey et d’autres qui ne trouvent pas de documents pour étayer cette identification. | 46                          | 49                      |
|         | Portrait d'un homme jeune                                    | 1630-1631      | Huile sur toile | 89,2 × 69,5 cm   | Alte Pinakothek, Munich                                                               | Inachevé, avec les mains seulement ébauchées, bien que López-Rey suggère qu’il pourrait être achevé suivant les critères de Velázquez qui laisse des zones ébauchées pour souligner l’essence propre du tableau. | 47                          | 50                      |
|         | La Tentation de Saint Thomas d'Aquin                         | 1631-1632      | Huile sur toile | 244 × 203 cm     | Musée Diocésain, Orihuela                                                             | Tant López-Rey que Jonathan Brown, qui antérieurement l’avaient attribué à Alonso Cano, ont rectifié cette opinion attribuant l’œuvre à Velázquez après le nettoyage effectué en 1990 par Enriqueta Quintana dans l’atelier du musée du Prado et l’étude technique de Carmen Garrido. | 48                          | 130                     |
|         | Le Prince Balthazar Carlos avec un nain                      | 1631           | Huile sur toile | 128,1 × 102 cm   | Musée des beaux-arts, Boston                                                          | Inscription, en partie effacée, sur le rideau à gauche : « Aetatis AN./MENS 4 ». Brown et Elliott pensent qu’il manque un 2 après AN, ce qui conduit à estimer l’âge du personnage à deux ans et quatre mois; le tableau servirait à commémorer la cérémonie du serment au prince héritier par les Cortes de Castille, cérémonie qui a eu lieu en 1632 et lors de laquelle le prince était vêtu exactement comme sur ce portrait. | 49                          | 51                      |
|         | Philippe IV en brun et argent                                | 1631-1632      | Huile sur toile | 199,5 × 113 cm   | National Gallery de Londres                                                           | Signé sur le papier que le roi tient dans la main, comme s’il s’agissait d’une pétition adressée au monarque : «Señor / Diego Velazquez / Pintor de V Mg.». | 50                          | 52                      |
|         | Isabelle de Bourbon                                          | 1631-1632      | Huile sur toile | 207 × 119 cm     | Collection particulière, New York                                                     | Peint sur un portrait antérieur de la reine réalisé par Velázquez à la fin des années 1620 et connu par une copie. Pour Brown, qui le date vers 1635, de Velázquez avec la participation de l’atelier. | 51                          | 53                      |
|         | Don Diego del Corral y Arellano                              | 1631-1632      | Huile sur toile | 205 × 116 cm     | Musée du Prado, Madrid                                                                | | 52                          | 55                      |
|         | Doña Antonia de Ipeñarrieta y Galdós et son fils don Luis    | 1631-1632      | Huile sur toile | 205 × 115 cm     | Musée du Prado, Madrid                                                                | Brown voit la participation de l’atelier dans l’habit de la dame et dans le personnage de l’enfant, qui dans le passé était pris pour un ajout postérieur, ce qui a été démenti par la radiographie,. | 53                          | 54                      |
|         | Main de l'archevêque Fernando Valdés                         | vers 1630      | Huile sur toile | 27 × 24 cm       | Palais Royal, Madrid jusqu'au 14 août 1989. Volé à cette date, localisation inconnue. | Écrit sur le papier : «Illmo Señor / Diego Velazquez». Fragment d’un portrait de l'archevêque Fernando de Valdés, dont la composition est connue par une copie anonyme conservée dans la collection du comte de Toreno. | 54                          | 56                      |
|         | Don Pedro de Barberana y Aparregui                           | 1631-1632      | Huile sur toile | 198,2 × 111,8    | Musée d'art Kimbell, Fort Worth (Texas)                                               | | 55                          | 57                      |
|         | Don Juan Mateos                                              | vers 1632      | Huile sur toile | 108 × 90 cm      | Gemäldegalerie, Dresde                                                                | Les mains sont seulement ébauchées, mais avec une touche de lumière blanche, ce qui fait penser que Velázquez l'estimait achevé dans cet état. | 56                          | 58                      |
|         | Christ crucifié                                              | vers 1632      | Huile sur toile | 250 × 170 cm     | Musée du Prado, Madrid                                                                | | 57                          | 59                      |
|         | Portrait du Prince Balthazar Carlos                          | 1632           | Huile sur toile | 117,8 × 95,9     | Collection Wallace, Londres                                                           | | 58                          | 60                      |
|         | Philippe IV                                                  | 1632           | Huile sur toile | 127,5 × 86,5 cm  | Kunsthistorisches Museum, Vienne                                                      | Généralement considéré comme une œuvre de Velázquez avec la collaboration de l'atelier. Pour López-Rey, uniquement la tête et certains petits détails pourraient être de Velázquez. | 59                          | 61                      |
|         | Isabelle de Bourbon                                          | 1632           | Huile sur toile | 132 × 101,5 cm   | Kunsthistorisches Museum, Vienne                                                      | Comme pour le portrait précédent, avec qui il aurait formé une paire, il serait de Velázquez avec une large participation de l'atelier,. | 60                          | 62                      |
|         | Le Bouffon don Juan d'Autriche                               | 1632-1633      | Huile sur toile | 210 × 124,5 cm   | Musée du Prado, Madrid                                                                | | 61                          | 65                      |
|         | Gaspar de Guzmán, comte-duc d'Olivares, à cheval             | 1634           | Huile sur toile | 314 × 240 cm     | Musée du Prado, Madrid                                                                | | 62                          | 66                      |
|         | Cheval blanc                                                 | vers 1634-1638 | Huile sur toile | 310 × 245 cm     | Galerie des Collections Royales, Madrid                                               | | 63                          | 67                      |
|         | Philippe III à cheval                                        | vers 1634-1635 | Huile sur toile | 300 × 212 cm     | Musée du Prado, Madrid                                                                | De Velázquez avec une large participation de l'atelier. Ce tableau, peint avec les quatre suivants pour le Salón de Reinos du palais du Buen Retiro, aurait été commencé par Velázquez en 1628, complété par une autre main et retouché par Velázquez en 1634-1635. Les études techniques réalisées au musée du Prado indiquent sans discussion que la préparation de la toile est la même pour les cinq, qui auraient été conçus dès leur conception comme un ensemble, même si dans celui-ci comme dans ceux des deux reines a été importante la participation de l'atelier.                  | 64                          | 68                      |
|         | La Reine Marguerite d'Autriche à cheval                      | 1634-1635      | Huile sur toile | 297 × 212 cm     | Musée du Prado, Madrid                                                                | De Velázquez et de son atelier. De Velázquez serait le remaniement de la tête de la reine et du harnais du cheval, initialement très détaillés; tant dans les crins du cheval que dans certaines zones du paysage, on a procédé de manière inverse, en masquant, lors du remaniement final, des traces de peinture d'une technique plus libre et peut-être de Velázquez lui-même. | 65                          | 69                      |
|         | La Reine Isabelle de France à cheval                         | 1634-1635      | Huile sur toile | 304,5 × 317,5 cm | Musée du Prado, Madrid                                                                | De Velázquez avec une large participation de l'atelier. | 66                          | 70                      |
|         | Philippe IV à cheval                                         | 1634-1635      | Huile sur toile | 305,5 × 317,5 cm | Musée du Prado, Madrid                                                                | | 67                          | 71                      |
|         | Le Prince Balthazar Carlos à cheval                          | 1634-1635      | Huile sur toile | 209,5 × 174 cm   | Musée du Prado, Madrid                                                                | | 68                          | 72                      |
|         | La reddition de Breda ou Les lances                          | 1634-1635      | Huile sur toile | 307,5 × 370,5 cm | Musée du Prado, Madrid                                                                | Documenté avec les cinq portraits équestres peints pour le Salón de Reinos par des billets de paiement datés entre août 1634 et juillet 1635. | 69                          | 73                      |
|         | Juan Martínez Montañés                                       | 1635-1636      | Huile sur toile | 110,5 × 87,5 cm  | Musée du Prado, Madrid                                                                | Décrit dans les anciens inventaires du musée comme «sculpteur inconnu qui serait Alonso Cano», son identification comme portrait de Martínez Montañés, proposé par Pedro de Madrazo, est basée sur le buste de Philippe IV qu'il est en train de sculpter, laissé par Velázquez seulement à l'état d'ébauche, dont s'est chargé Montañés entre juin 1635 et février 1636, appelé à Madrid pour modeler le portrait qui avait servi de modèle à Pietro Tacca. | 70                          | 76                      |
|         | Philippe IV en costume de chasse                             | vers 1632-1634 | Huile sur toile | 200 x 120        | Musée Goya, Castres (Dépôt du musée du Louvre)                                        | Réplique de Philippe IV en costume de chasse du Prado, dans un état antérieur aux dernières retouches faites par Vélasquez sur l'original, comme le montre la tête nue, mais peint en même temps que la version du Prado,. | 223                         | 251                     |
|         | Philippe IV en costume de chasse                             | vers 1632-1633 | Huile sur toile | 189 × 124,5 cm   | Musée du Prado, Madrid                                                                | | 71                          | 63                      |
|         | Le cardinal-infant Fernando d'Autriche chasseur              | vers 1632-1633 | Huile sur toile | 191,5 × 108 cm   | Musée du Prado, Madrid                                                                | Étant donné que l'infant était parti de Madrid en 1632, Velázquez avait dû faire un portrait préalable, peut-être celui que les radiographies montrent inversé au pied de l'actuel. | 72                          | 64                      |
|         | Le Prince Balthazar Carlos chasseur                          | 1635-1636      | Huile sur toile | 191 × 102 cm     | Musée du Prado, Madrid                                                                | Inscription dans l'angle inférieur gauche: «ANNO AETATis SVAE. VI», ce qui permet de le dater en 1636 ou la fin de 1635, puisque le prince est né le 29 octobre 1629. Découpé sur la droite, où ne subsiste qu'à peine un petit fragment d'un lévrier, altérant la disposition spatiale originale, dans laquelle le personnage du prince était centré comme le montrent certaines copies d'atelier qui montrent trois chiens. | 73                          | 77                      |
|         | La Leçon d'équitation du prince Balthazar Carlos             | vers 1636      | Huile sur toile | 144 × 96,5 cm    | Collection Duc de Westminster, Londres                                                | Décrit par Palomino et cité dans la collection des marquis du Carpio, son authenticité a été mise en doute dans le passé, étant attribué à Mazo entre autres par Beruete, Allende-Salazar et Gaya Nuño. López-Rey, qui comme Enriqueta Harris observe la disproportion entre le cheval et une certaine désorganisation dans la composition, le tient pour un ouvrage de l'atelier terminé par Velázquez. Brown l'accueille sans réserves, comme «un des plus satisfaisants portraits de cour de Velázquez», opinion partagée par Marías et d'autres qui y voient une préfiguration des Ménines. | 74                          | 78                      |
|         | La Dame à l'éventail                                         | vers 1635      | Huile sur toile | 95 × 70 cm       | Collection Wallace, Londres                                                           | | 75                          | 79                      |
|         | La Couturière                                                | vers 1635-1643 | Huile sur toile | 74 × 60 cm       | National Gallery of Art, Washington                                                   | Inachevé. Datation incertaine. Bien que généralement accepté, à cause d'une mention à l'inventaire des biens de Velázquez dans laquelle on parle d'une «tête de femme travaillant», Sánchez Cantón le tient pour une œuvre de Mazo. | 77                          | 81                      |
|         | Pablo de Valladolid                                          | vers 1636-1637 | Huile sur toile | 213,5 × 125 cm   | Musée du Prado, Madrid                                                                | | 78                          | 82                      |
|         | Le Bouffon « Calabacillas », appelé à tort « Bobo de Coria » | vers 1637-1639 | Huile sur toile | 105,5 × 82,5 cm  | Musée du Prado, Madrid                                                                | | 79                          | 83                      |
|         | Le Bouffon "Barbarroja", don Cristóbal de Castañeda y Pernia | vers 1637-1640 | Huile sur toile | 200 × 121,5 cm   | Musée du Prado, Madrid                                                                | Décrit dans les anciens inventaires comme inachevé, étant donné le notable contraste entre le visage et le vêtement rouge dissonant, seulement esquissés sur un fond marron peint à la brosse, et la finition soignée de la cape à l'épaule. L'exécution en deux temps, séparés par un nombre considérable d'années, que López-Rey situe dans la seconde moitié du XVIIIe siècle pour la finition de la cape, n'a pas été confirmée par l'étude technique. | 80                          | 84                      |
|         | Saint Antoine Abbé et saint Paul, premier ermite             | vers 1635-1638 | Huile sur toile | 261 × 192 cm     | Musée du Prado, Madrid                                                                | | 81                          | 85                      |
|         | Le comte-duc d'Olivares                                      | vers 1638      | Huile sur toile | 67 × 54 cm       | Musée de l'Ermitage, Saint-Pétersbourg                                                | Relation avec une gravure signée Hermann Panneels, «Ex Archetypo Velazquez», imprimée à Madrid en 1638. Pour Brown, «probablement une étude d'après nature pour être utilisée dans l'atelier». | 82                          | 87                      |
|         | François Ier d'Este                                          | 1638           | Huile sur toile | 68 × 51 cm       | Galeria Estense, Modène                                                               | | 84                          | 89                      |
|         | Le prince Balthazar Carlos                                   | vers 1639      | Huile sur toile | 128,5 × 99 cm    | Kunsthistorisches Museum, Vienne                                                      | De Velázquez avec l'aide de l'atelier. Selon López-Rey, on peut attribuer à Velázquez l'ébauche générale et le visage du prince. | 86                          | 90                      |
|         | Portrait d'homme                                             | vers 1635-1645 | Huile sur toile | 76 × 64,8 cm     | Apsley House, Londres                                                                 | | 87                          | 91                      |
|         | Ésope                                                        | vers 1639-1641 | Huile sur toile | 179,5 × 94 cm    | Musée du Prado, Madrid                                                                | Inscription en haut, à droite: «AESOPVS». | 88                          | 92                      |
|         | Ménippe                                                      | vers 1639-1641 | Huile sur toile | 178,5 × 93,5 cm  | Musée du Prado, Madrid                                                                | Inscription à gauche, en haut: «MOENIPVS». | 89                          | 93                      |
|         | Repos de Mars                                                | vers 1639-1641 | Huile sur toile | 181 × 99 cm      | Musée du Prado, Madrid                                                                | | 90                          | 94                      |
|         | Autoportrait                                                 | vers 1640      | Huile sur toile | 45,8 × 38 cm     | Museo de Bellas Artes, Valence                                                        | Avec celui des Ménines, il s'agit de l'unique autoportrait autographe conservé, découpé sur trois de ses côtés. Une copie aux Uffizi de Florence pourrait refléter son état primitif. La restauration réalisée en 1986 dans les ateliers du musée du Prado par Rocío Dávila a confirmé son attribution, mise en doute dans le passé à cause de la crasse qui le couvrait, entre autres par Jonathan Brown, qui en 1999, a rectifié son jugement. | 91                          | 96                      |
|         | Portrait de petite fille                                     | vers 1640      | Huile sur toile | 51,5 × 41        | Hispanic Society of America, New York                                                 | Inachevé selon López-Rey, qui souligne les vigoureux coups de pinceau dans le vêtement et «un des portraits féminins les plus captivants de Velázquez» selon Brown. | 92                          | 97                      |
|         | Francisco Lezcano, l'Enfant de Vallecas                      | vers 1643-1645 | Huile sur toile | 107,5 × 83,5 cm  | Musée du Prado, Madrid                                                                | | 93                          | 99                      |
|         | Philippe IV à Fraga                                          | 1644           | Huile sur toile | 129,8 × 99,4 cm  | Frick Collection, New York                                                            | | 94                          | 100                     |
|         | Le Bouffon don Diego de Acedo, le cousin                     | vers 1645      | Huile sur toile | 106 × 82,5 cm    | Musée du Prado, Madrid                                                                | | 96                          | 102                     |
|         | El bufón el Primo                                            | vers 1645      | Huile sur toile | 106 × 81,5 cm    | Musée du Prado, Madrid                                                                | | 97                          | 103                     |
|         | Couronnement de la Vierge                                    | vers 1645      | Huile sur toile | 178,5 × 134,5 cm | Musée du Prado, Madrid                                                                | La date proposée par López-Rey, étant donné les ressemblances stylistiques avec Les Fileuses et La Vénus au miroir, a été mise en question par Allende-Salazar, car Jusepe Martínez s'est inspiré d'elle pour son Coronación de la cathédrale de Saragosse, datée de 1644, et par l'étude technique faite au musée du Prado, qui situe l'œuvre vers 1635, une date, d'autre part, en accord avec celle que donnait Palomino,. | 98                          | 105                     |
|         | Vénus à son miroir                                           |                | Huile sur toile | 122,5 × 177 cm   | National Gallery, Londres                                                             | La datation de cette œuvre est l'objet de discussion. Il résulte des archives que le tableau se trouvait à Madrid en juin 1651, avant le retour de Velázquez d'Italie, ce qui a conduit López-Rey à dater l'œuvre entre 1644-1648, immédiatement avant son départ, alors que d'autres, pour des raisons stylistiques, préfèrent supposer qu'il a été peint en Italie entre 1649 et 1650 et a été expédié à Madrid. | 100                         | 106                     |
|         | Figure de femme (Vélasquez) Sibylle avec une tablette vierge | vers 1644-1648 | Huile sur toile | 64 × 58 cm       | Meadows Museum, Dallas                                                                | | 101                         | 108                     |
|         | L'infante Maria Teresa                                       | 1648           | Huile sur toile | 48 × 37 cm       | Metropolitan Museum of Art, New York                                                  | Depuis Beruete (1909), la critique l'accepte de manière unanime. Seul Harris (1982) ne le mentionne pas. Brown (1986) estime que c'est une petite étude d'après nature pour être utilisée postérieurement comme modèle dans d'autres portraits. | 102                         | 109                     |
|         | Un chevalier de l'Ordre de Santiago                          | vers 1645-1650 | Huile sur toile | 67 × 56 cm       | Gemäldegalerie, Dresde                                                                | | 103                         | 110                     |

### Second voyage en Italie (1649-1651)
| Tableau | Titre                                        | Date      | Technique       | Dimensions     | Localisation                              | Observations | Num.Catalogue Morán-Sánchez | Num.Catalogue López Rey |
| ------- | -------------------------------------------- | --------- | --------------- | -------------- | ----------------------------------------- | --- | --------------------------- | ----------------------- |
|         | Juan de Pareja                               | 1649-1650 | Huile sur toile | 81,3 × 69,9 cm | Metropolitan Museum of Art, New York      | | 104                         | 112                     |
|         | Portrait d'homme, dit « le Barbier du Pape » | 1650      | Huile sur toile | 50,5 × 47 cm   | Musée du Prado, Madrid                    | | 105                         | 113                     |
|         | Innocent X                                   | 1650      | Huile sur toile | 140 × 120 cm   | Galerie Doria-Pamphilj, Rome              | Signé sur le papier que tient à la main le pontife: «Alla santa di Nro Sigre / Innocencio Xº / Per / Diego de Silva / Velázquez dela Ca / mera di S. Mte Cattca» | 106                         | 114                     |
|         | Innocent X                                   | 1650      | Huile sur toile | 82 × 71,5 cm   | Apsley House, Wellington Museum, Londres  | Il pourrait s'agir de la copie que selon les documents, Velázquez a fait pour lui et a conservé jusqu'à sa mort, utilisée peut-être par les nombreuses copies existantes. Pour López-Rey, Velázquez aurait peint la tête et l'ébauche générale; le portrait aurait été achevé par une autre main. | 107                         | 115                     |
|         | Camillo Massimi                              | 1650      | Huile sur toile | 73,6 × 58,5 cm | Kingston Lacy, Dorset                     | | 108                         | 116                     |
|         | Le Cardinal Astalli                          | 1650-1651 | Huile sur toile | 61 × 48,5 cm   | The Hispanic Society of America, New York | | 109                         | 117                     |

### Madrid (1651-1660)
| Tableau | Titre                                     | Date           | Technique       | Dimensions      | Localisation                         | Observations | Num.Catalogue Morán-Sánchez | Num.Catalogue López Rey |
| ------- | ----------------------------------------- | -------------- | --------------- | --------------- | ------------------------------------ | --- | --------------------------- | ----------------------- |
|         | Marie Thérèse, infante d'Espagne          | 1651-1652      | Huile sur toile | 34,3 × 40 cm    | Metropolitan Museum of Art, New York | Redécoupé. La critique le considère de manière unanime de la main de Velázquez. Brown (1986) estime qu'il s'agit d'une étude d'après nature pour être employée postérieurement comme modèle dans d'autres portraits. | 110                         | 118                     |
|         | L'infante Marie Thérèse                   | 1651-1653      | Huile sur toile | 127 × 98,5 cm   | Kunsthistorisches Museum, Vienne     | | 111                         | 119                     |
|         | Philippe IV                               | 1653-1655      | Huile sur toile | 69 × 56 cm      | Musée du Prado, Madrid               | | 112                         | 120                     |
|         | La Reine Marianne d'Autriche              | 1652-1653      | Huile sur toile | 234 × 131,5 cm  | Musée du Prado, Madrid               | Peint par-dessus un portrait du roi, peut-être uniquement ébauché. López-Rey a signalé, et cela a été confirmé lors de l'étude technique effectuée au musée du Prado, que la partie supérieure du rideau a été peinte par une autre main sur un morceau de toile ajoutée à la composition originale, dans le but d'assortir le tableau avec celui du Philippe IV avec un lion, du musée du Prado, œuvre de l'atelier,. | 113                         | 121                     |
|         | L'Infante Marguerite                      | 1653-54        | Huile sur toile | 128,5 × 100 cm  | Kunsthistorisches Museum, Vienne     | | 114                         | 122                     |
|         | L'Infante Marguerite en robe blanche      | vers 1656      | Huile sur toile | 105 × 88 cm     | Kunsthistorisches Museum, Vienne     | | 115                         | 123                     |
|         | La famille de Philippe IV, ou Les Ménines | 1656-1657      | Huile sur toile | 318 × 276 cm    | Musée du Prado, Madrid               | | 116                         | 124                     |
|         | La Fable d'Aracné, ou Les Fileuses        |                | Huile sur toile | 167 × 252 cm    | Musée du Prado, Madrid               | La critique date majoritairement cette œuvre vers 1657-1658. López-Rey, par la proximité stylistique avec la Vénus au miroir, avance son exécution jusqu'en 1644-1648. Les études techniques réalisées ne sont pas concluantes sur ce point. | 117                         | 107                     |
|         | La reine Marianne d'Autriche              | vers 1655-1656 | Huile sur toile | 46,5 × 43 cm    | Meadows Museum, Dallas               | À cause de son aspect inachevé, on pense qu'il s'agit d'une étude d'après nature pour être utilisée dans d'autres portraits, y compris selon certains critiques, le portrait des rois qui figure dans Les ménines. | 118                         | 125                     |
|         | Mercure et Argos                          | vers 1659      | Huile sur toile | 128 × 250 cm    | Musée du Prado, Madrid               | Peint pour le Salon de los Espejos del Alcázar ainsi que trois autres tableaux ayant un thème mythologique disparus lors de l'incendie de 1734. | 120                         | 127                     |
|         | L'Infante Marguerite en bleu              | 1659           | Huile sur toile | 127 × 107 cm    | Kunsthistorisches Museum, Vienne     | | 121                         | 128                     |
|         | Le Prince Philippe Prosper                | 1659           | Huile sur toile | 128,5 × 99,5 cm | Kunsthistorisches Museum, Vienne     | | 122                         | 129                     |

### Œuvres d'attribution incertaine
| Tableau | Titre                                                 | Date           | Technique        | Dimensions       | Localisation                                                               | Observations | Num.Catalogue Morán-Sánchez | Num.Catalogue López Rey |
| ------- | ----------------------------------------------------- | -------------- | ---------------- | ---------------- | -------------------------------------------------------------------------- | --- | --------------------------- | ----------------------- |
|         | Saint François d'Assise avec un crucifix              | vers 1616      | Huile sur toile  | 187 × 97,5 cm    | musée des beaux-arts de Séville                                            | Attribué jusqu'ici à Francisco Pacheco. Proposé par Guillaume Kientz et Benito Navarrete comme œuvre d'étude de Diego Vélasquez |                             |                         |
|         | Le Porteur d'eau de Séville                           | 1619-1922      | Huile sur toile  | 104 × 75 cm      | Galerie Palatine, Palais Pitti, Florence                                   | Présentée comme la première version (bonnet sur la tête).Inclus par la galerie des offices, exclu des listes de Lopez Rey, de Justi et de Brown. Probablement une copie pour la plupart des auteurs (Marianne Haraszti-Takács, Gerstenberg, Salvador Salort Pons) |                             |                         |
|         | Scène de cuisine                                      | vers 1620      | Huile sur toile  | 55 × 104,5 cm    | Art Institute of Chicago, Chicago                                          | López-Rey laisse en suspens l'attribution à cause de son mauvais état de conservation. Œuvre attribuée par Jonathan Brown, qui n'écarte pas l'idée qu'il puisse s'agir du travail d'un copiste. | 4                           | 18                      |
|         | Tête d'homme jeune de profil                          | vers 1618-1619 | Huile sur toile  | 39,5 × 35,8 cm   | Musée de l'Ermitage, Saint-Pétersbourg                                     | La radiographie montre la peinture sous-jacente d'une tête très semblable à celle du personnage central des Trois musiciens. López-Rey, qui la tient pour excellente, défend son attribution. Brown (nº Q-4) la considère uniquement comme œuvre possible de Velázquez. | 7                           | 8                       |
|         | Repas de paysans                                      | vers 1622      | Huile sur toile  | 96 × 112 cm      | Musée des beaux-arts, Budapest                                             | La toile est arrivée en très mauvais état de conservation et avec de nombreuses retouches, ce qui rend difficile l'attribution. | 8                           | 9                       |
|         | Portrait de fillette ou l'Immaculée jeune             | Vers 1617-1620 | Huile sur toile  | 57,4 x 44 cm     | Collection particulière                                                    | Inédit jusqu'à sa présentation en avril 2017 dans la salle des ventes de Madrid, où il était indiqué que la toile provenait d'une collection nobiliaire dans laquelle elle aurait été gardée pendant plus de 150 ans. Pour son attribution, on note les similitudes avec l'« Immaculée conception » de la National Gallery de Londres, la fillette utilisée pour modèle pourrait être la même que pour « l'Éducation de la Vierge ». Les radiographies permettent de détecter un cercle de points lumineux ou d'étoiles autour de la tête de l'enfant et une boucle d'oreille en forme de perle qui a été occultée par des restaurations passée afin de transformer la jeune « immaculée » en portrait de fillette, |                             |                         |
|         | L'Immaculée                                           | vers 1618-1620 | Huile sur toile  | 142 × 98,5 cm    | Centro de Investigación Diego Velázquez, Fundación Focus-Abengoa Séville   | Présentée à Paris en 1990 comme œuvre de l'entourage de Velázquez. Mise aux enchères par Shoteby's de Londres (1994) sous le nom de Velázquez, avec l'accord favorable de José López-Rey et Jonathan Brown,. Attribution rejetée par Alfonso E. Pérez Sánchez, qui l'attribue à Alonso Cano. |                             |                         |
|         | Les Larmes de Saint Pierre                            | vers 1618-1619 | Huile sur toile  | 132 × 98,5 cm    | Collection Villar-Mir, Madrid                                              | Inédit jusqu'à sa présentation par Manuela Mena en 1999 comme l'original d'une œuvre connue par diverses copies de qualités inégales, une d'elles au musée des Beaux Arts de Séville attribuée à Francisco de Herrera le Vieux. Admise comme original de Velázquez par Alfonso E. Pérez Sánchez. |                             |                         |
|         | Saint Jean Baptiste dans le désert                    | vers 1620      | Huile sur toile  | 175,3 × 152,5 cm | Institut d'art de Chicago                                                  | Le rejet par la critique d'une attribution ancienne à Velázquez proposée par Mayer (1936) a entraîné sa présentation au catalogue du musée comme anonyme sévillan. Exposé en 2005-2006 sous le nom de Alonso Cano. Maurizio Marini y Javier Portús (2007), a défendu à nouveau l'attribution à Velázquez, en soulignant ses affinités avec les tableaux de sa période sévillane démontrées dans l'étude technique réalisée à l'Art Institute. |                             |                         |
|         | Portrait de gentilhomme                               | vers 1621-1623 | Huile sur toile  | 32 x 23,5 cm     | Collection particulière                                                    | Recoupé et réentoilé. Le tableau provient de la collection des vicontes de Roda avec une attribution à Vélasquez confirmée en 1999 par A. E. Pérez Sánchez pour le visage, la colerette étant postérieure et d'une autre main. Vendu en mars 2022. |                             |                         |
|         | Portrait d'un prêtre                                  | vers 1622-1623 | Huile sur toile  | 66,5 × 51 cm     | Collection Payá, Madrid                                                    | Inscription «AETATIS SVAE. 40-». Présenté par Mayer en 1936, López-Rey l'admet comme œuvre de Velázquez, tout en signalant son mauvais état de conservation; il pense que le portrait pourrait être celui de Francisco de Rioja. Pour Brown (nº Q.1) «peut-être de Velázquez». | 23                          | 26                      |
|         | Un gentilhomme (¿Juan de Fonseca?)                    | vers 1623      | Huile sur toile  | 52 × 40 cm       | Detroit Institute of Arts, Détroit                                         | Refusé par López-Rey, après l'avoir accepté provisoirement en 1963, à cause de son mauvais état de conservation; pour Brown (nº Q-3) peut-être de Velázquez. C'est Marini (no 37) qui a défendu avec le plus de chaleur l'attribution, en le comparant avec le portrait de Góngora et en supposant qu'il pourrait s'agir du portrait de son protecteur peint par Velázquez en arrivant à Madrid, selon information de Pacheco. |                             |                         |
|         | Le Vénérable Père fray Simón de Rojas défunt          | 1624           | Huile sur toile  | 101 × 121 cm     | Collection des ducs del Infantado, Madrid                                  | Inscriptions : «AVE MARIA» et en haut à droite : «El RºP.M. Fr. Simon D. Roxas». Antonio Palomino donne l'information que Velázquez a peint un portrait de saint Simón de Rojas, confesseur de la reine, «estando difunto» (à sa mort); identifié par Pérez Sánchez avec celui d'une collection privée madrilène, où il est attribué à Francisco de Zurbarán. |                             |                         |
|         | Philippe IV                                           | 1624           | Huile sur toile  | 200 × 102,9 cm   | Metropolitan Museum of Art, New York                                       | Pour López-Rey, il s'agit de l'un des trois portraits (du roi, du comte-duc et de García Pérez) pour lesquels Velázquez a signé un reçu de 800 réaux en décembre 1624. Dans son exécution, il aurait reproduit la tête du buste de Dallas se servant pour le reste du portrait du musée du Prado dans son état antérieur aux retouches de 1628. Selon Jonathan Brown, il s'agirait d'une copie, faite par l'atelier, du portrait sous-jacent révélé par les radiographies sous le tableau Felipe IV. | 26                          | 29                      |
|         | Le Comte-Duc d'Olivares                               | 1624           | Huile sur toile  | 201,2 × 111,1 cm | Musée d'Art de São Paulo, São Paulo                                        | Compagnon du précédent, le Felipe IV du Metropolitan, ce tableau est l'objet de la même divergence dans les opinions de la critique spécialisée. Jonathan Brown, qui en 1990 le considérait comme «attribué», en 1999 admet, cependant, l'existence d'un prototype de Vélasquez, s'agissant du premier portrait conservé qu'il a fait d'un aristocrate. | 27                          | 30                      |
|         | Le Comte-Duc d’Olivares                               | vers 1624-1626 | Huile sur toile  | 216 × 192,5 cm   | The Hispanic Society of America, New York                                  | Inscription «el Conde Duque» et une autre à peine lisible «A 25» qui serait l’année de son exécution ou selon López-Rey celui d’un ancien inventaire. En mauvais état de conservation et à cause de cela accepté avec des réserves par López-Rey, qui en tout cas, le préfère au suivant à la différence de Justi y Mayer, « indubitablement de la main de Velázquez » pour Brown, attribué à Gaspard de Crayer par Matías Díaz Padrón, conservateur de peinture flamande du musée du Prado. | 29                          | 32                      |
|         | Le Comte-Duc d’Olivares                               | vers 1624-1625 | Huile sur toile  | 209 × 111 cm     | Collection Várez Fisa, Madrid                                              | En mauvais état de conservation, excepté la tête. Exclu du catalogue de Vélasquez par López-Rey et Brown, entre autres, qui le considèrent comme une copie du précédent; l’étude technique réalisée au musée du Prado révéla l’existence de repentirs qui accréditent son caractère de œuvre originale, et une technique dans la préparation et la mise en place du personnage propres à l'atelier de Velázquez, sans que l'on puisse affirmer qu'il a été achevé par le maître. | 30                          |                         |
|         | Portrait d’homme                                      | 1626-1628      | Huile sur toile  | 104 × 79 cm      | Collection privée, Princeton (New Jersey)                                  | D'attribution problématique, pour López-Rey, à cause de son mauvais état de conservation. Brown, (nº Q-6), «peut-être de Velázquez». |                             | 34                      |
|         | Philippe IV avec un pourpoint jaune                   | vers 1628      | Huile sur toile  | 205 × 117 cm     | John and Mable Ringling Museum of Arts, Sarasota                           | Peinte sur un portrait antérieur du roi en armure, dérive du Philippe IV vêtu de noir du musée du Prado, avec un autre vêtement; on y devine des influences de Rubens. Authenticité débattue, rejetée par López-Rey et Brown, mais défendue par Julián Gállego lorsqu’elle a été exposée en 1990 au musée du Prado. |                             |                         |
|         | Don Juan de Calabazas (Calabacillas)                  | vers 1626-1632 | Huile sur toile  | 175,5 × 106,5 cm | Cleveland Museum of Art, Cleveland                                         | Admise comme original de Velázquez par une bonne part de la critique, tout en signalant des difficultés dans la datation et l'identification du personnage, dont les attributs ne coïncident pleinement avec aucun des bouffons de Velázquez cités dans les collections royales. Elle est rejetée par Brown, qui signale contre son attribution le côté inhabituel du cadre architectonique, la touche uniforme et l'exécution maladroite de la main droite. | 36                          | 39                      |
|         | Portrait de Juan de Córdoba                           | 1650           | Huile sur toile  | 67 × 50 cm       | Musées du Capitole, Rome                                                   | Mis en relation dans le passé avec l'autoportrait peint à Rome, dont Francisco Pacheco se déclarait propriétaire, et associé ensuite à Gian Lorenzo Bernini; Marini (1990) a suggéré qu'il pouvait s'agir de l'autoportrait inachevé cité parmi les biens du peintre à sa mort, supposant que le vêtement clérical correspondait à celui du «Virtuose du Panthéon» dans lequel Velázquez a été accueilli lors du second voyage en Italie. Le nettoyage réalisé en 1999 par P. Masini a permis de confirmer la qualité de la toile, seulement ébauchée dans le vêtement, laissant ouverte la question de son attribution. En 2019 Francesca Curti identifia le modèle. Il s'agit d'un agent espagnol à Rome, Juan de Córdoba, peint par Vélasquez pendant son second voyage et documenté dans les changements de propriétaires de la toile, toujours identifié comme original de « Diego Velasco », jusqu'à sa vente en 1750 au Pape Benoît XIV pour son incorporation au musée du Capitole. |                             |                         |
|         | Dispute entre soldats devant l'ambassade d'Espagne    | 1630           | Huile sur cuivre | 28,9 × 39,6 cm   | Collection Pallavicini, Rome                                               | Attribuée à Velázquez par Roberto Longhi, qui signale des affinités avec La Forge et La Tunique de Joseph, thèse à nouveau défendue par Marini y Salort, qui souligne en même temps les caractéristiques techniques exceptionnelles, nature du support, taille réduite et minutie des détails, que l'on ne retrouve pas dans l'œuvre du peintre. |                             |                         |
|         | Sainte Rufine                                         | 1632-1634      | Huile sur toile  | 77 × 64 cm       | Centro de Investigaciones Diego Velázquez, Fundación Focus-Abengoa Séville | Authenticité défendue par Peter Cherry après la mise aux enchères à Christie's (1999) et plus tard par Pérez-Sánchez, qui préfère avancer sa date à 1629, trouvant des ressemblances avec le portrait de Marie d'Autriche, Reine de Hongrie. Pour Brown, il ne s'agit d'une œuvre médiocre, mais elle ne peut être attribuée à Velázquez, la paternité étant peut-être de Mazo. |                             |                         |
|         | Portrait d'homme                                      | vers 1630      | Huile sur toile  | 68,6 × 55,2 cm   | Metropolitan Museum of Art, New York                                       | Publié par Mayer en 1917 comme autoportrait, qu'il met en relation avec un des personnages de La reddition de Breda. Catalogué au musée comme œuvre de l'atelier, après son exclusion par López-Rey, il a été à nouveau attribué à Velázquez avec l'aval de Jonathan Brown à la suite d'un nettoyage effectué en 2009. |                             |                         |
|         | Christ en croix                                       | 1631           | Huile sur toile  | 100 × 57 cm      | Musée du Prado, Madrid                                                     | Signé «Do. Velazquez fa. 1631». Selon l'étude technique réalisée au musée du Prado, cette inscription ou signature n'est pas un ajout postérieur à l’exécution du tableau, où l'on repère des manières de Velázquez et une grande finesse d'exécution, mais non la main de l'artiste. Production possible de l'atelier. Le musée maintient l'attribution à Velázquez. |                             |                         |
|         | Philippe IV à cheval                                  | vers 1635      | Huile sur toile  | 126 × 91 cm      | Galerie Palatine, Florence                                                 | Réduction de la version du Prado. Présentée comme autographe par la galerie des offices. Peut être de Vélasquez (pour Brown), toile de Rubens, avec participation de Vélasquez pour la tête pour Aznar. |                             |                         |
|         | Jeune dame                                            | vers 1635      | Huile sur toile  | 98 × 49 cm       | Collection du Duc de Devonshire, Chatsworth (Los Angeles)                  | Découpée sur les quatre côtés. López Rey la considère authentique, lui trouvant des ressemblances avec La Dame à l'éventail, bien que le modèle de celle-ci serait beaucoup plus jeune. Comme le vêtement est plus réservé, Harris croit qu'elle a été peinte après le décret de 1639 qui interdit les décolletés, corrigeant ainsi La Dame à l'éventail, ce que López-Rey rejette. L'attribution à Velázquez est, en fait, généralement refusée, la paternité étant donnée parfois à Mazo. | 76                          | 80                      |
|         | Saint Antoine Abbé                                    | vers 1635-1638 | Huile sur toile  | 55,8 × 40 cm     | Collection particulière, New York                                          | Admise par López-Rey comme étude pour le San Antonio Abad y san Pablo ermitaño du musée du Prado. |                             | 86                      |
|         | La Toile royale                                       | vers 1636-1638 | Huile sur toile  | 182 × 302 cm     | National Gallery de Londres                                                | Mal conservée, elle est admise avec des réserves par une partie de la critique, qui y voit la participation de l'atelier ou de Mazo, de qui serait le paysage selon Pantorba. Pour López-Rey, elle est intégralement de Mazo. Brown, au contraire, l'admet sans réserves comme œuvre de Velázquez. | 85                          |                         |
|         | Le Comte-duc d'Olivares                               | vers 1638      | Huile sur cuivre | 10 × 8 cm        | Palais royal de Madrid, Madrid                                             | Certains documents montrent que Velázquez a peint des portraits en miniature sur cuivre, et parmi ceux-ci des portraits de membres de la famille royale, même si aucun de certain n'a été conservé; le présent portrait, selon l'opinion de López-Rey, est celui qui a la plus grande probabilité d'être authentique, tout en réservant sa réponse sur son origine faute d'œuvre de référence. | 83                          | 88                      |
|         | Don Francisco Bandrés de Abarca                       | vers 1638-1646 | Huile sur toile  | 64 × 53 cm       | Collection privée, New York                                                | Admis par López-Rey, malgré le mauvais état de conservation (fragment ayant peut-être appartenu à un portrait à mi-corps) et la faible ressemblance avec les portraits authentifiés de la même époque. |                             | 95                      |
|         | Autoportrait                                          | vers 1643      | Huile sur toile  | 103 × 82 cm      | Musée des Offices, Florence                                                | Travail de l'atelier de Vélasquez, la tête est une copie de l'autoportrait de Valence et le corps pourrait être une copie d'un portait mentionné dans l'inventaire de Cesare Ignazio d'Este où les mains ne sont qu'ébauchées « Ritratto di Monsu Velasco [...] qual figura ha le mani solo abbozzate») sans doute de l'époque de la réalisation du portrait de François Ier d'Este (1639). La version de la galerie des offices a figuré parmi les biens du Duc de Modène. L'attitude élégante et l'absence d'éléments caractéristiques de la fonction de peintre pourrait indiquer les aspirations sociales de Velasquez. En 1643 Velazquez obtient la charge du grand maréchal du palais (il y porte la clef à la ceinture) |                             |                         |
|         | Portrait équestre de Philippe IV                      | vers 1645      | Huile sur toile  | 393 × 267 cm     | Galerie des Offices, Florence                                              | Copie présumée de Mazo du portrait allégorique disparu fait par Rubens durant son séjour à Madrid en 1628-1629, dont Velázquez aurait peint la tête, suivant le modèle du Philippe IV à Fraga. | 95                          | 101                     |
|         | Le Bouffon don Sebastián de Morra                     | vers 1645      | Huile sur toile  | 106 × 84,5 cm    | Collection particulière, Suisse                                            | Pour López-Rey, réplique du Sebastián de Morra du musée du Prado, exécutée par Velázquez avec peut-être la participation de l'atelier. |                             | 104                     |
|         | Don Juan Francisco de Pimentel, Xe comte de Benavente | 1648           | Huile sur toile  | 109,5 × 88,5 cm  | Musée du Prado, Madrid                                                     | Exposé au musée comme «attribué» à Velázquez et exclu par López-Rey et Brown, mais admis par Gállego lors de l'exposition de 1990, Marías (1996) et Bottineau (1998), qui le datent de 1648, année où le Xe comte de Benavente a reçu la Toison d'Or que l'on voit sur sa poitrine. L'étude technique réalisée par Carmen Garrido n'écarte pas la main de Velázquez mais place son exécution en 1630-1633, date du décès du IXe comte, qui n'a jamais reçu la Toison. | 99                          |                         |
|         | La galicienne                                         | 1645-1650      | Huile sur toile  | 60 × 46,5 cm     | Collection privée, Suisse ?                                                | Inachevé. Identifié par López-Rey avec le portrait d'une galicienne ou servante décrite dans l'inventaire de la collection du marquis del Carpio. Brown, qui a pu la voir lorsqu'elle se trouvait dans l'atelier de restauration du musée du Prado (2003), rejette la paternité à cause du travail de ses gros coups de pinceau, après avoir suggérer qu'il pourrait s'agir d'une œuvre du XIXe siècle. |                             | 111                     |
|         | Cristoforo Segni                                      | vers 1650-1651 | Huile sur toile  | 144 × 92 cm      | Collection Kisters, Kreuzlingen (Suisse)                                   | Signé sur le papier «Alla Santta. di Nro. Sig.re. Innocenzio Xº Mons Maggiordomo ne parti a S.Sta. Per Diego de Silva Velasq. e Pietro Martire Neri». Selon Antonio Palomino, on sait que Velázquez a fait le portrait de Segni, majordome du pape, œuvre dont on n'a plus d'autres nouvelles et qui pour certains critiques pourrait être celle-ci, ébauchée par Velázquez et terminée par Pietro Martire Neri. Pérez Sánchez défend la main de Velázquez pour la tête; participation réduite pour López-Rey au modelé, mais non à son achèvement uniforme. |                             |                         |
|         | L'infante Marguerite                                  | 1653           | Huile sur toile  | 115 × 91 cm      | Collection des ducs d'Albe, Madrid                                         | Réplique de qualité du tableau de Vienne sans le vase de fleurs, attribuée généralement à Mazo; pour Sánchez Cantón, ce serait l'original fait d'après nature et reproduit avec un coup de pinceau plus léger dans l'exemplaire de Vienne. Exposé en 1990 lors de l'anthologie dédiée à Velázquez et examiné au Prado sans se prononcer sur son authenticité. |                             |                         |
|         | Philippe IV                                           | 1656-1657      | Huile sur toile  | 64 × 53,75 cm    | National Gallery de Londres                                                | Copie d'atelier du portrait du Prado, le dernier que Velázquez a fait du roi selon López-Rey et autres; Brown estime qu'il s'agit d'un portrait autonome et fait d'après nature peu de temps après le portrait du Prado, admettant avec Harris une intervention de l'atelier dans le costume de facture inférieure. Exposé lors de l'anthologique Velázquez (1990), Gállego et ensuite Marias (1996) le tiennent également pour authentique. | 123                         |                         |
|         | La reine Marianne d’Autriche                          | vers 1656-1657 | Huile sur toile  | 64,7 × 54,6 cm   | Musée Thyssen-Bornemisza, Madrid                                           | Selon Mayer, ce serait le portrait pour lequel Velázquez aurait pris le croquis d'après nature de Dallas. Modèle de nombreuses autres copies connues, refusé par Brown. | 119                         | 126                     |

### Dessins
| Tableau | Titre                                                                     | Date           | Technique                          | Dimensions     | Localisation                                          | Observations | Num.Catalogue Brown | Num.Catalogue López Rey |
| ------- | ------------------------------------------------------------------------- | -------------- | ---------------------------------- | -------------- | ----------------------------------------------------- | --- | ------------------- | ----------------------- |
|         | Buste de jeune fille                                                      | vers 1618      | Fusain sur papier                  | 20 × 13,5 cm   | Bibliothèque nationale d'Espagne, Madrid              | Pour Brown, celui-ci et le suivant sont «peut-être de Velázquez». | DQ6                 | 4                       |
|         | Tête de jeune fille                                                       | vers 1618      | Fusain sur papier                  | 15 × 11,7 cm   | Bibliothèque nationale d'Espagne, Madrid              | López Rey dit que ce dessin de Velázquez a été retouché grossièrement le long de la mâchoire par un autre dessinateur.                                                   | DQ1                 | 5                       |
|         | Étude pour «Christ contemplé par l'âme chrétienne»                        | vers 1626-1628 |                                    |                | Avant à l’Instituto Jovellanos Gijón                  | Détruit en 1936. | DQ5                 | 35b                     |
|         | Étude pour «La reddition de Breda»                                        | 1634-1635      | Crayon noir sur papier             | 26,2 × 16,8 cm | Bibliothèque nationale d'Espagne, Madrid              | | D2a                 | 74                      |
|         | Étude pour le personnage du Général Espínola dans «La reddition de Breda» | 1634-1635      | Crayon noir sur papier             | 26,2 × 16,8 cm | Bibliothèque nationale d'Espagne, Madrid              | Dessiné au revers du précédent. | D2b                 | 75                      |
|         | Portrait de don Gaspar de Borja y Velasco                                 | vers 1643-1645 | Crayon noir sur papier jaune vergé | 18,6 × 11,6 cm | Real Academia de Bellas Artes de San Fernando, Madrid | Étude pour un portrait perdu, dont on connaît des copies à la cathédrale de Tolède, au Museo de Arte de Ponce (Puerto Rico) et au Städelsches Kunstinstitut, Franckfort. | D1                  | 98                      |

## Œuvres perdues
On estime qu’il existe entre cent-vingt et cent-vingt cinq œuvres de Vélasquez conservées, une très petite quantité au regard des quarante années de production. Si on ajoute les œuvres référencées mais perdues, on estime qu’il dut peindre environ cent-soixante toiles.
Pendant les vingt premières années de sa vie, il peignit environ 120 œuvres à raison de six par an, alors que dans ses vingt dernières années, il ne peignit que quarante toiles à raison de deux par an. Palomino explique que cette réduction se produisit à cause des multiples activités de la cour qui lui prenaient son temps. Pour Jonathan Brown, 35 à 40 toiles seraient perdues ou de localisations incertaines, même si d'autres articles avancent le chiffre précis de 14 œuvres exactement
On compte notamment un Portrait du chapelain de Philippe IV, un Portrait du portier Ochoa (connu par une ancienne copie), un du Torero Cardenas, un de la belle-sœur du pape Innocent X, un de son bibliothécaire et un son barbier. Pour le conservateur du Louvre Guillaume Kientz, Les Trois Musiciens conservés à Berlin serait une copie d'atelier réalisée à partir d'un original perdu, tout comme les portraits de don Juan Francisco de Pimentel (que certains associent au Portrait de Chevalier, Detroit Institute of Arts) et celui du Prince de Galles, mentionné par Pacheco en 1623 et dont une copie est conservée au Prado. Trois autres toiles (Apollon et Marsyas, Vénus et Adonis et Cupidon et Psyché) ont vraisemblablement disparu dans l'incendie du palais de l'Alcazar, en 1734. Reste une peinture représentant l’Expulsion des morisques de Valence (de 3,35 mètres sur 2,74). Certains veulent voir dans le Portrait de prêtre (musée du Capitole, Rome) une ébauche d'un « fameux » autoportrait de la période romaine dont Pacheco fait deux fois l'éloge. Enfin, il est probable que deux autres nus féminins aient été perdus. Tous deux de la période romaine, ils auraient été réalisés en même temps que Vénus à son miroir (Prado, Madrid). L'un s'est retrouvé dans l'inventaire du peintre à sa mort.